# Maurits Hansen
Maurits Christopher Hansen (Modum, 5 de juliol de 1794 – Kongsberg, 16 de març de 1842) fou un escriptor noruec.
Va néixer a Modum i era fill de Carl Hansen (1757–1826) i Abigael Wulfsberg (1758–1823). L'octubre de 1816 es va casar amb la mestra Helvig Leschly (1789–1874). Fou el sogre d'Eilert Sundt, i l'avi d'Einar Sundt.
És reconegut per la contribució en la diversitat de gèneres i per la introducció de la novel·la a Noruega, concretament dins del corrent del Romanticisme. També va escriure el que es podria dir la primera novel·la negra del món titulada "Mordet på Maskinbygger Rolfsen" ("L'assassí de la fàbrica Maker Rolfsen") el 1839, dos anys abans d'Els crims de la Rue Morgue d'Edgar Allan Poe que és de 1841.